# Eyes Wide Open (альбом)
| Оценки критиков | Оценки критиков |
| Источник        | Оценка          |
| --------------- | --------------- |
| BeatsPerMinute  | 79/100          |
| All K-Pop       | [ 4 ]           |
| Atwood Magazine | [ 5 ]           |

Eyes Wide Open — второй корейский студийный альбом (четвёртый в целом) южнокорейской гёрл-группы Twice. Был выпущен 26 октября 2020 года лейблами JYP Entertainment и Republic Records. Пластинка, состоящая из тринадцати треков, включая заглавный сингл «I Can’t Stop Me», была выпущена в неделю пятой годовщины группы со дня дебюта.

## Подготовка и релиз
Впервые о том, что Twice готовятся к камбэку в октябре, было сообщено 4 августа, через два месяца после выпуска девятого мини-альбома, и JYP подтвердил, что группа готовится к возвращению на сцену, но точной даты, как и других деталей, они сообщить не могут. 1 октября агентство объявило, что Twice выпустят свой второй полноформатный корейский альбом в неделю пятилетия со дня дебюта; в заявлении также было сказано, что с 11 октября начнётся «Eye Opening Week», и будут выходить индивидуальные и групповые тизеры всех участниц.
В течение двух недель были представлены тизер-фото (в Story и Style версиях), концепт-фильмы и тизеры музыкального клипа на сингл «I Can’t Stop Me». Eyes Wide Open был выпущен 26 октября на всех музыкальных платформах, цифровых и физических носителях.

## Музыкальный стиль
Из интервью для журнала Seventeen, опубликованного 26 октября:
«Аналогично предыдущему альбому, в новом видеоклипе есть множество моментов, на которых стоит сфокусироваться, такие как сцена, которая является отсылкой к клипу „More & More“. Изображение всех девяти участниц, появляющихся из цветка в начале, тоже должно приковать внимание.» — Чонён
«Мы впервые попробовали ретро-концепт с этим альбомом. Так как ранее мы ни разу не выпускали материал в подобном стиле, будет интересно посмотреть, как отреагируют фанаты. Наш сингл „I Can’t Stop Me“ особенно отражает ретро-концепт, на протяжении всей песни вы можете услышать звучание синтезатора.» — Момо
«Я считаю, что „I Can’t Stop Me“ связана с остальными песнями в альбоме своим ретро-концептом. Как отметила Момо, в песне присутствует аккорды синтезатора, которые усиливают ретро-звучание. Даже если у каждой песни свой уникальный стиль, наши фанаты смогут получить подсказку, как наши песни будут отличаться от того, что мы пробовали ранее.» — Чжихё

## Промоушен
17 октября руководство JYP объявило, что Чонён не будет принимать участие в предстоящем промоушене группы из-за проблем с тревожностью.
26 октября Twice провели трансляцию в честь выхода альбома, где исполнили «I Can’t Stop Me», «Behind The Mask» и «Believer». 27 октября Studio Choom опубликовала специальное танцевальное видео с «I Can’t Stop Me». В первую неделю промоушена Twice также исполняли би-сайд трек «Up No More».
1 ноября было опубликовано хореографическое видео, а 3 ноября выложили официальную танцевальную практику на «I Can’t Stop Me»; оба видео были сняты без Чонён. Также, аналогично предыдущим камбэкам, было выложено три видео в рамках «TWICE TV: I Can’t Stop Me», где демонстрировалась деятельность коллектива во время промоушена.

## Коммерческий успех
В Gaon Album Chart на 44 неделе (с 25 по 31 октября) альбом дебютировал на второй строчке, уступив первенство SuperM. Всего за октябрь было продано 416 939 копий. На Hanteo продажи достигли отметки 227 883 копии.
В Gaon Digital Chart в первую неделю (с 25 по 31 октября) «I Can’t Stop Me» дебютировал с 14 места, цифровой показатель составил свыше 16,5 миллионов загрузок. По результатам за октябрь сингл занял 115 место, учитывая показатели одной недели.
В Billboard Global 200 альбом достиг топ-10, расположившись на 8 месте. В Oricon Albums Chart пластинка дебютировала в топ-3. В UK Album Downloads Chart релиз достиг топ-40, а в The Official Finnish Chart — 41 места.

## Список композиций
Список композиций с официального сайта группы.
| №   | Название          | Длительность |
| --- | ----------------- | ------------ |
| 1.  | «I Can’t Stop Me» | 3:25         |
| 2.  | «Hell in Heaven»  | 2:59         |
| 3.  | «Up No More»      | 3:34         |
| 4.  | «Do What We Like» | 2:59         |
| 5.  | «Bring It Back»   | 3:28         |
| 6.  | «Believer»        | 3:16         |
| 7.  | «Queen»           | 3:13         |
| 8.  | «Go Hard»         | 3:01         |
| 9.  | «Shot Clock»      | 3:29         |
| 10. | «Handle It»       | 2:51         |
| 11. | «Depend on You»   | 3:18         |
| 12. | «Say Something»   | 4:07         |
| 13. | «Behind the Mask» | 3:38         |

## Чарты
| Чарт (2020)                              | Высшая позиция |
| ---------------------------------------- | -------------- |
| Финляндия (Suomen virallinen lista)      | 41             |
| Япония (Oricon)                          | 3              |
| Республика Корея (Gaon)                  | 2              |
| Великобритания (UK Digital Albums Chart) | 37             |